# إيتاجا
إيتاجا (بالبرتغالية: Itajá, Goiás‏) هي بلدية تقع في البرازيل في غوياس.[بحاجة لمصدر] يقدر عدد سكانها بـ 5,544 نسمة ومساحتها 2,091.394 كم2 وترتفع عن سطح البحر 442 متر.

## أعلام
- سينيا